# Monti Uluguru
I monti Uluguru (in inglese Uluguru Mountains) sono una catena montuosa della Tanzania, appartenenti al più vasto sistema dell'Arco orientale.

## Geografia

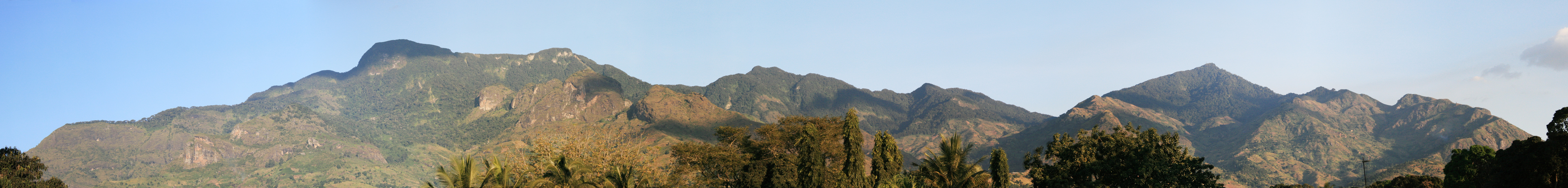
Veduta panoramica dei monti Uluguru

Gli Uluguru si trovano nella regione di Morogoro, a cavallo dei tre distretti di Morogoro Rurale, Morogoro Urbano e Mvomero. La catena è orientata grosso modo da nord a sud, e raggiunge l'altezza massima di 2.630 m. Attorno al sistema montuoso principale sorgono un certo numero di massicci isolati, fra cui Kitulangh'alo, Dindili, Mkumgwe, Mindu, e Nguru ya Ndege. Dai monti Uluguru nasce la gran parte dei corsi d'acqua su cui sono basati gli approvvigionamenti idrici di Dar es Salaam, la più grande e popolata città della Tanzania.

## Ambiente
Gli Uluguru e gli altri sistemi montuosi dell'Arco Orientale ospitano alcune delle foreste più antiche dell'Africa, e sono caratterizzati da numerose specie vegetali e animali endemiche e da una notevole biodiversità. Per questo motivo, gran parte del territorio appartiene oggi a un sistema di aree naturali protette che comprende sette riserve forestali nel distretto di Morogoro Rurale (Uluguru Nord, Uluguru Sud, Kasanga, Mkangala, Mlaliwila, Ngambaula e Tongeni), cinque nel distretto di Mvomero (Bunduki IV, Bunduki V, Bunduki VI, Bunduki I-III e Shikurufumi) e altre cinque in corrispondenza dei massicci secondari (Mkungwe, Nguru ya Ndege, Dindili, Kitulang'halo, Mindu).
Nell'area si alternano diversi tipi di habitat forestali e anche zone di prateria (nell'altopiano di Lukwangule). Sono state identificate almeno 14 specie animali endemiche degli Uluguru e sono presenti nell'area anche altre 16 specie endemiche dell'Arco Orientale. La vegetazione comprende almeno 26 specie di alberi endemici dell'Arco. Alcune zone non sono ancora state studiate approfonditamente, e almeno 3 specie animali endemiche sono state individuate ma non ancora descritte in modo sistematico.

## Storia
Già ai tempi dell'Africa Orientale Tedesca furono avviati alcuni progetti di conservazione ambientale degli Uluguru; vennero stabilite alcune aree protette di foresta, soprattutto allo scopo di proteggere i rifornimenti idrici delle città vicine e combattere l'erosione. Questi progetti trovarono il favore della popolazione Luguru, che tradizionalmente proteggeva le foreste montane per motivi di ordine religioso.
Negli anni cinquanta l'amministrazione britannica, subentrata a quella tedesca durante la prima guerra mondiale, cercò di imporre ai Luguru l'uso di tecniche agricole moderne; la successiva rivolta fu uno degli eventi che contribuirono alla crisi politica che avrebbe condotto all'indipendenza della Tanzania nel 1964.
A cavallo fra gli anni sessanta e gli anni novanta sui monti Uluguru furono allestite alcune delle basi militari in cui l'esercito tanzaniano addestrava i membri del Umkhonto we Sizwe, il braccio armato dell'African National Congress sudafricano. Queste basi furono smantellate con la caduta del regime sudafricano dell'apartheid e l'ascesa al potere dell'ANC in Sudafrica. Questo cambiamento lasciò spazio a una serie di progetti di conservazione ambientale, alcuni dei quali intrapresi con il sostegno economico e scientifico dell'Unione europea.

## Popolazione
La popolazione che abita nella regione montuosa (circa 10.000 persone) è principalmente di etnia Luguru, e ha mantenuto uno stile di vita in gran parte tradizionale. Sono stati proposti progetti di conservazione anche del patrimonio culturale del popolo Luguru.